# Передмова до битви
«Передмова до битви» (рос. «Предисловие к битве») — радянський художній фільм 1982 року, знятий на кіностудії «Мосфільм».

## Сюжет
Йде Німецько-радянська війна, липень 1941 року. Із західних областей СРСР йде масова евакуація підприємств до Поволжя, Уралу і Сибіру. На нових місцях підприємства повинні швидко встати на ноги і почати випускати оборонну продукцію. Фільм розповідає про героїзм тих, хто трудився в тилу.

## У ролях
- Ромуальдас Анцанс —  Рубанов
- Олександр Збруєв —  Самарін
- Микола Кочегаров —  Яригін
- Ірина Саверська — епізод
- Борис Андреєв —  Мохов
- Юрій Гусєв —  Антипов
- Микола Буров — епізод
- Юрій Гребенщиков — епізод
- Микола Сморчков —  Бєлобородов
- Юрій Мартинов — епізод
- Віталій Леонов — епізод
- Дмитро Орловський — епізод
- Валерій Лущевський — епізод

## Знімальна група
- Сценаристи:  Микола Стамбула, Аркадій Славутський,  Володимир Фараджев
- Режисер:  Микола Стамбула
- Композитор:  Андрій Ешпай
- Оператор:  Сергій Тараскін
- Художник-постановник:  Павло Сафонов